# 後藤鉀二
後藤 鉀二（ごとう こうじ、1906年11月13日 -1972年1月22日）は、日本の教育者。
日本卓球協会会長としてピンポン外交に尽力、1971年の世界卓球選手権名古屋大会に文化大革命以来2大会連続で欠場していた中国の大会復帰を実現、大会中に起きた中国の元世界チャンピオンの荘則棟、アメリカ人選手、グレン・コーエンとの交流から米中関係改善、日中国交正常化につながった。

## 経歴
東京府で生まれ、名古屋市で育った。父親は名古屋電気学講習所創立者の後藤喬三郎。1925年1月30日に父親が死去し、19歳で名古屋電気学校（現愛知工業大学名電高等学校）校主となった。1926年に浜松工業学校電気科（現静岡大学工学部）に入学し剣道と卓球を始めた。
日中戦争が勃発後、1937年8月から1940年まで通信隊の輜重伍長として中国大陸に派遣されたがその間1938年12月から1年以上駐留した山西省では現地の中国人とも卓球を行っている。1945年3月12日の名古屋大空襲により名古屋電気学校の若水校舎にも焼夷弾が投下されたが教員、生徒と共に努力し焼失を免れさせた。しかし、ジフテリアのため名古屋大学病院に入院していた1歳半の長男が鶴舞公園に避難した後、病状が悪化し14日に亡くなった。
その後、愛知工業大学学長、1963年より日本卓球協会会長、またアジア卓球協会（ITTA）会長、国際卓球連盟会長代理などを歴任した。
1971年、世界卓球選手権名古屋大会を前に世界一のものとするべく西園寺公一日本中国文化交流協会常務理事らと協議し、二つの中国の問題解決に必要な処置（台湾をアジア卓球連盟から除名）を取ることを決断、香港を経由して中国に渡り交渉を行った。交渉には一時暗雲が垂れ込めたが周恩来が交渉に乗り出し後藤の立場に配慮をした結果、成功に終わった。これに対して文部省からのクレーム、右翼からの脅迫などの反応が見られた。
1972年1月22日、心筋梗塞、解離性大動脈瘤のため亡くなった。
彼の死から4ヵ月後にアジア卓球連合（ATTU）が16カ国の参加により結成され彼の女婿である後藤淳が初代会長に就任した。彼の業績に対して横山利秋衆議院議員は「外務省のお役人にはとてもできない仕事」と評した。中国の卓球代表チームは日本を訪問した際にはまず名古屋で後藤の墓参りをすることになっている。と徐寅生・中国卓球協会会長は述べている。